# Misty Lady
Albums de Mari Hamada
Romantic Night
(26 déc. 1983) Rainbow Dream
(21 janvier 1985)
Compilations par Mari Hamada
First Period
(5 mars 1984)
Misty Lady (écrit en capitales : MISTY LADY) est le 3e album original de Mari Hamada ; il donne aussi son titre à une vidéo liée sortie peu après.

## Présentation
L'album Misty Lady est parfois sous-titré The First Period, mention qui n'apparait pas en couverture mais qui figure sur le obi du disque (bande de papier entourant les disques au Japon). Il sort le 21 juin 1984 au Japon sous le label Invitation de Victor Entertainment, seulement six mois après le précédent album de Mari Hamada, Romantic Night, et trois mois après sa première compilation First Period. Comme ses autres albums, il est ré-édité le 24 mars 1994 à l'occasion de ses 10 ans de carrière (présentation officielle fautive), puis le 22 octobre 2008 pour ses 25 ans de carrière, et le 15 janvier 2014 pour les 30 ans. 
Contrairement aux deux premiers, il n'est plus produit et écrit par Munetaka Higuchi, batteur du groupe Loudness, mais par Mari Hamada elle-même, qui écrit et parfois compose désormais ses propres titres.
L'album contient huit chansons, du genre hard FM. Aucune n'est sortie en single, mais Paradise et la chanson-titre Misty Lady figureront sur plusieurs compilations de la chanteuse, de même que Heart Line à un degré moindre ; ces trois chansons étaient d'ailleurs déjà parues trois mois plus tôt en titres inédits sur sa compilation First Period. L'un des autres titres de l'album est composé par Nobuo Yamada du groupe Make-Up, coauteur des précédents albums, et un autre par Kyōji Yamamoto de Bow Wow.
Une vidéo homonyme sort un mois après l'album, contenant des clips vidéo spécialement tournés pour six de ses chansons.

## Liste des titres
Toutes les paroles sont écrites par Mari Hamada.
| CD    | CD                 | CD               | CD    | CD | CD | CD | CD | CD | CD |
| No    | Titre              | Musique          | Durée |    |    |    |    |    |    |
| ----- | ------------------ | ---------------- | ----- | -- | -- | -- | -- | -- | -- |
| 1.    | Paradise           | Hiroyuki Ohtsuki | 4:59  |    |    |    |    |    |    |
| 2.    | Sweet Lie          | Kyōji Yamamoto   | 4:29  |    |    |    |    |    |    |
| 3.    | Heart Line         | Shingo Kawano    | 4:02  |    |    |    |    |    |    |
| 4.    | Passing Over       | Shingo Kawano    | 5:08  |    |    |    |    |    |    |
| 5.    | Fly On Wings       | Mari Hamada      | 3:13  |    |    |    |    |    |    |
| 6.    | Misty Lady         | Mari Hamada      | 4:48  |    |    |    |    |    |    |
| 7.    | More Fine Feelings | Nobuo Yamada     | 6:00  |    |    |    |    |    |    |
| 8.    | Turning Point      | Shingo Kawano    | 4:11  |    |    |    |    |    |    |
| 36:52 |                    |                  |       |    |    |    |    |    |    |

## Musiciens
- Mari Hamada : chant
- Kenji Kitajima (北島健二?) : guitare
- Hiro Nagasawa (長沢ヒロ?) : basse
- Yoshihiro Naruse (鳴瀬喜博?) : basse
- Yôgo Kôno (河野陽吾?) : claviers
- Atsuo Okamoto (岡本郭男?) : batterie

## Vidéo
Vidéos par Mari Hamada
Magical Mystery Mari
(21 juin 1985)
La vidéo Misty Lady sort le 21 juillet 1984 au format VHS au Japon sur le label Invitation de Victor Entertainment, un mois après l'album homonyme. C'est la première vidéo de Mari Hamada. Comme ses vidéos ultérieures, elle est ré-éditée par la suite au format DVD le 21 janvier 2005. Elle contient six clips vidéos spécialement tournés pour l'occasion autour de six des chansons de l'album, dont aucun single n'a été tiré.
| 1. | Paradise          |  |
| 2. | Heart Line        |  |
| 3. | Sweet Lie         |  |
| 4. | Passing Over      |  |
| 5. | Misty Lady        |  |
| 6. | More Fine Feeling |  |